# Episodi di Kami nomi zo shiru sekai
Questa è una lista degli episodi dell'anime 'The World God Only Knows (神のみぞ知るセカイ?, Kami nomi zo shiru sekai). Adattamento dell'omonimo manga di Tamiki Wakaki serializzato sulla rivista Weekly Shōnen Sunday, l'anime è stato prodotto in tre stagioni televisive da Manglobe, diretto da Shigehito Takayanagi, la composizione della serie è a cura di Hideyuki Kurata, il character design è curato da Akio Watanabe, la direzione artistica è di Ayumi Sato e Kayoko Tokou e la direzione del suono è di Yoshikazu Iwanami.
La prima stagione, composta da 12 episodi, fu trasmessa dal 6 ottobre al 22 dicembre 2010 su TV Tokyo, TV Hokkaido e TV Setouchi e nei giorni seguenti su TV Aichi, TV Osaka e TVQ Kyushu e copre la storia narrata nei primi 17 capitoli del fumetto originale, incentrati sui personaggi di Ayumi Takahara (episodio 1), Mio Aoyama (episodi 2-3), Kanon Nakagawa (episodi 5-7) e Shiori Shiomiya (episodi 9-11). Una seconda stagione da 12 episodi e intitolata Kami nomi zo shiru sekai II fu trasmessa dall'11 aprile al 28 giugno 2011 sempre su TV Tokyo. La terza ed ultima stagione della serie fu annunciata sull'ultimo numero doppio di Weekly Shonen Sunday del 2012 e trasmessa dall'8 luglio al 23 settembre 2013 su TV Tokyo. Composta da 12 episodi, adatta i capitoli dal 114 al 189 del manga originale, ovvero l'arco narrativo conosciuto come Saga delle divinità. Alcuni importanti eventi avvenuti nel manga che non sono stati adattati in anime vengono riassunti brevemente nel primo episodio.
Oltre alla serie televisiva, è stato pubblicato uno special introduttivo di circa tre minuti come bonus insieme al decimo volume del manga, il quale è stato poi ripreso come prologo del primo episodio nella versione Blu-ray della prima serie. Altri tre episodi OAV sono stati distribuiti successivamente in allegato al fumetto di Wakaki. Il primo, uscito il 16 settembre 2011, ha accompagnato il quattordicesimo volume ed è basato sui capitolo 54-55 del manga dove Chihiro Kosaka forma la band chiamata 2B Pencils. Gli altri due episodi, usciti rispettivamente in allegato al diciannovesimo e ventesimo volume del manga, adattano l'arco narrativo di Tenri Ayukawa del fumetto e sono accompagnati dal sottotitolo Tenri hen.

## Lista episodi
Prima dei numeri degli episodi è presente la dicitura Flag (in inglese "bandiera"). Alcuni episodi sono divisi in due sottoepisodi, di cui il secondo è indicato dal ".5".

### Kami nomi zo shiru sekai(2010)
| N° tot. | N° sta. | Titolo italiano (traduzione letterale) Giapponese 「Kanji」 - Rōmaji | In onda          | In onda |
| N° tot. | N° sta. | Titolo italiano (traduzione letterale) Giapponese 「Kanji」 - Rōmaji | Giapponese       |         |
| 1       | 1       | È l'amore il motore del mondo 「世界はアイで動いている」 - Sekai wa ai de ugoite iru | 6 ottobre 2010   |         |
| 1       | 1       | Keima Katsuragi è un diciassettenne liceale della città di Maijima ed è considerato il Dio della Conquista in quanto non ha mai fallito la conquista di alcuna ragazza nel mondo dei Gal-games. Nel momento in cui è alle prese con la sua conquista numero 10.000, nel bel mezzo di una lezione a scuola, viene interrotto dall'insegnante e in seguito viene costretto a pulire la terrazza dell'istituto da una sua compagna di classe al suo posto, Ayumi Takahara, in quanto occupata con gli allenamenti di atletica. Quindi, mentre si occupa delle pulizie, riceve una strana mail sulla sua PFP, che gli chiede di provare a conquistare delle ragazze. Scambiandola per una mail di altri appassionati, Keima accetta ma finisce per aver stretto un contratto con la demone Elsie e il capoufficio dell'Inferno Dokuro, per il quale il giocatore si deve impegnare ad aiutare la sua demone partner nella conquista di ragazze con ferite nel proprio animo nelle quali si celano i kaketama, anime vaganti fuggite dall'Inferno. Keima deve quindi conquistare proprio Ayumi, missione in cui riesce dopo aver scoperto i problemi tra lei e l'atletica. Infatti lei finge di infortunarsi il giorno prima della gara di atletica in quanto ritiene che lei sia stata ammessa alla squadra per pura fortuna, dando quindi ragione a un gruppo di senpai invidiose di lei. Tuttavia Keima la incoraggia e cura le ferite del suo animo e Ayumi vince la gara di atletica. In seguito alla conquista per qualche giorno il dio della conquista non vede più la demone Elsie in giro ma, quando credeva di essersi liberato di lei e del contratto, appare come studentessa trasferitasi nella sua classe e si presenta come sorella minore di Keima. |                  |         |
| 2       | 2       | Una diabolica sorella minore 「あくまでも妹です」 - Akumademo imōto desuBaby You Are a Rich Girl 「ベイビー・ユー・アー・ア・リッチ・ガール」 - Beibī, yū ā a ricchi gāru | 13 ottobre 2010  |         |
| 3       | 3       | Drive My Car 「ドライヴ・マイ・カー」 - Doraivu mai kāNon voglio rovinare la festa 「パーティーはそのままに」 - Pātī wa sonomama ni | 20 ottobre 2010  |         |
| 4       | 4       | La sacra battaglia che si sta svolgendo qui 「今そこにある聖戦」 - Ima soko ni aru seisen | 27 ottobre 2010  |         |
| 5       | 5       | IDOL BOMB!! 「IDOL BOMB!!」 - BOMBA IDOL!! | 3 novembre 2010  |         |
| 6       | 6       | Sono una persona comune? 「ワタシ平凡？」 - Watashi heibon? | 10 novembre 2010 |         |
| 7       | 7       | Shining Star 「Shining Star」 | 17 novembre 2010 |         |
| 8       | 8       | Coupling with with with with 「Coupling with with with with」 | 24 novembre 2010 |         |
| 9       | 9       | Al di là e al di qua della grande parete 「大きな壁の中と外」 - Ōkina kabe no naka to soto | 1º dicembre 2010 |         |
| 10      | 10      | Dentro di me...... 「あたしの中の……」 - Atashi no naka no...... | 8 dicembre 2010  |         |
| 11      | 11      | L'ultimo giorno 「おしまいの日」 - Oshimai no hi | 15 dicembre 2010 |         |
| 12      | 12      | Più di un dio, meno di un essere umano 「神以上、人間未満」 - Kami ijō, ningen miman | 22 dicembre 2010 |         |

### Kami nomi zo shiru sekai II(2011)
| N° tot. | N° sta. | Titolo italiano (traduzione letterale) Giapponese 「Kanji」 - Rōmaji                                                      | In onda        | In onda |
| N° tot. | N° sta. | Titolo italiano (traduzione letterale) Giapponese 「Kanji」 - Rōmaji                                                      | Giapponese     |         |
| 13      | 1       | Un fiore in piena fioritura 「一花繚乱」 - Ikka ryōran                                                                    | 12 aprile 2011 |         |
| 14      | 2       | Un pugno risolutivo 「一挙落着」 - Ikken rakuchaku                                                                        | 19 aprile 2011 |         |
| 15      | 3       | Arriva la capo zona. 「地区長、来たる。」 - Chikuchō, kitaru.                                                             | 26 aprile 2011 |         |
| 16      | 4       | La capo zona ritrova il suo orgoglio. 「地区長、誇りを取り戻す。」 - Chikuchō, hokori o torimodosu.                       | 3 maggio 2011  |         |
| 17      | 5       | Quando raggiungo la meta piove sempre 「たどりついたらいつも雨ふり」 - Tadoritsuitara itsumo amefuri                      | 10 maggio 2011 |         |
| 18      | 6       | Le previsioni danno pioggia al 10% 「10%の雨予報」 - Jū pāsento no ame yohō                                               | 17 maggio 2011 |         |
| 19      | 7       | Singing in the Rain 「Singing in the Rain」                                                                               | 24 maggio 2011 |         |
| 20      | 8       | La sua prima commissione 「はじめての☆おつかい」 - Hajimete no otsukaiUn tè in tre. 「3人でお茶を。」 - Sannin de ocha o. | 31 maggio 2011 |         |
| 21      | 9       | La professoressa Nagase della 2ªB 「2年B組長瀬先生」 - Ninen Bigumi Nagase-sensei                                         | 7 giugno 2011  |         |
| 22      | 10      | School☆Wars 「スクール☆ウォーズ」 - Sukūru wōzu                                                                           | 14 giugno 2011 |         |
| 23      | 11      | Con il sole nel cuore 「いつも心に太陽を」 - Itsumo kokoro ni taiyō o                                                     | 21 giugno 2011 |         |
| 24      | 12      | Summer Wars 「サマーウォーズ」 - Samā wōzu                                                                                | 28 giugno 2011 |         |

### OAV (2010-2011)
| Nº  | Titolo italiano (traduzione letterale) Giapponese 「Kanji」 - Rōmaji | Pubblicazione     | Pubblicazione |
| Nº  | Titolo italiano (traduzione letterale) Giapponese 「Kanji」 - Rōmaji | Giapponese        |               |
| 0   | FLAG 0 「FLAG 0」                                                    | 17 settembre 2010 |               |
| OAD | 4 persone e un'idol 「４人とアイドル」 - Yonin to aidoru             | 16 settembre 2011 |               |

### Kami nomi zo shiru sekai ~Tenri Hen~(2012)
| Nº | Titolo italiano (traduzione letterale) Giapponese 「Kanji」 - Rōmaji | Pubblicazione    | Pubblicazione |
| Nº | Titolo italiano (traduzione letterale) Giapponese 「Kanji」 - Rōmaji | Giapponese       |               |
| 1  | Ritrovarsi 「再会」 - Saikai                                         | 16 ottobre 2012  |               |
| 2  | L'incontro 「邂逅」 - Kaikō                                          | 18 dicembre 2012 |               |

### Kami nomi zo shiru sekai -Megami Hen-(2013)
| N° tot. | N° sta. | Titolo italiano (traduzione letterale) Giapponese 「Kanji」 - Rōmaji | In onda           | In onda |
| N° tot. | N° sta. | Titolo italiano (traduzione letterale) Giapponese 「Kanji」 - Rōmaji | Giapponese        |         |
| 25      | 1       | When the Sun Goes Down 「When the Sun Goes Down」 | 8 luglio 2013     |         |
| 25      | 1       | Keima riassume gli eventi finora accaduti e spiega brevemente come è avvenuta la conquista di Yui Goido e Tsukiyo Kujō. Altrove Kanon Nakagawa dentro dei camerini si prepara per un importante test scolastico, ma quando si sta per addormentare per la faticosa giornata di lavoro, appare nello specchio di fronte la divinità Apollo. Kanon non prende molto sul serio la sua apparizione, credendo che sia frutto della sua stanchezza, ma la dea le rivela all'incirca ciò che le è accaduto. Il giorno seguente Keima ed Elsie incontrano Tenri Ayukawa, ma all'improvviso la ragazza cambia di posto con Diana, che vuole parlare con Keima a proposito del celebrare un matrimonio tra il dio della conquista e la sua portatrice, anche in seguito a ciò che è avvenuto durante il primo incontro tra loro dopo dieci anni (vedi Tenri Arc). Diana fa questa richiesta perché le divinità traggono potere dell'amore, come i kaketama traggono potere dalla negatività di una persona. Keima rifiuta e Diana gli propone di andare e tornare da scuola con Tenri per starle vicina. Non lontano Kanon entra a scuola dopo molto tempo e dopo essersi recata in bagno chiede a Apollo se sia il caso di chiedere a qualcuno aiuto e di raccontargli chi sia lei. La divinità risponde che non è il caso e dice anche di non avere un piano pronto. Apollo interpreta la richiesta di Kanon come una semplice scusa per avere un pretesto per parlare con Katsuragi. Kanon ripensa al periodo della conquista e ritiene che non sia il caso di rivolgersi al dio della conquista poiché le ha detto di non ricordarsi nulla a proposito di un rapporto sentimentale con lei. Keima ed Elsie incontrano nuovamente Diana davanti a scuola e il ragazzo chiede alla divinità come mai si trova sulla Terra. La divinità risponde spiegando che l'equilibrio tra i tre mondi (Mondo Celeste, Mondo degli umani e Inferno) ai è incrinato quando gli antichi demoni hanno mostrato l'intenzione di dominare i tre mondi sfruttando gli umani. Tuttavia il Mondo Celeste si è offerto di aiutare i nuovi demoni a cacciare i vecchi demoni e per questo sei divinità, le sorelle Jupiter, si sono sacrificate e hanno sigillato i vecchi demoni. Tuttavia l'organizzazione Vintage dieci anni prima del presente ha liberato i kaketama e con essi le divinità per ripristinare l'antico Inferno. Diana chiede quindi a Keima di trovare le sue sorelle per concludere più in fretta il lavoro della ricerca dei Kaketama, dato che ripristinando i poteri delle divinità, questi avrebbero rinchiuso nuovamente i demoni antichi. Come supporto alla sua richiesta, Diana dice a Keima che molto probabilmente le sue sorelle si trovano dentro le ragazze che Keima ha già conquistato, ma più precisamente in quelle che si ricordano del periodo in cui il ragazzo le ha conquistate. Keima pensa a come poter risolvere la faccenda, mentre Apollo avverte Kanon che qualcuno le sta seguendo. Quella sera Kanon subisce un tentativo di aggressione da qualcuno avvolto in un mantello e con il volto nascosto, ma riesce a rifugiarsi nel suo appartamento. Il giorno seguente a scuola durante il test Kanon vede di nuovo la stessa persona nei corridoi e, in preda al panico, si lancia addosso a Keima, al quale chiede di aiutarla. Keima la porta fuori in corridoio e qui Kanon gli si dichiara. Keima la porta lontano dall'aula per chiarire meglio la situazione, ma improvvisamente Kanon fa cambio di posto con Apollo, la quale dice di aver recuperato i suoi poteri e fugge. Tuttavia fuggendo dice a sé stessa di non riuscire a volare e in quell'istante viene attaccata dal personaggio misterioso della sera prima, che la blocca con il proprio manto di piume e la trafigge. Quindi dice ad Apollo di essere un membro di Vintage, Lune. |                   |         |
| 26      | 2       | Scramble Formation 「スクランブルフォーメーション」 - Sukuranburu fōmēshon | 15 luglio 2013    |         |
| 27      | 3       | 5 HOME 「5 HOME」 | 22 luglio 2013    |         |
| 28      | 4       | Doll Roll Hall 「Doll Roll Hall」 | 29 luglio 2013    |         |
| 29      | 5       | Punch DE Date 「ぱんちDEでーと」 - Panchi de dēto | 5 agosto 2013     |         |
| 30      | 6       | A proposito di me 「私について。」 - Watashi ni tsuite. | 12 agosto 2013    |         |
| 31      | 7       | Bad Medicine 「Bad Medicine」 - Bad Medicine | 19 agosto 2013    |         |
| 32      | 8       | Mix di divinità 「めがみみっくす」 - Megami mikkusu | 26 agosto 2013    |         |
| 33      | 9       | Absent Lovers 「Absent Lovers」 | 2 settembre 2013  |         |
| 34      | 10      | Labirinto 「ラビリンス」 - Rabirinsu | 9 settembre 2013  |         |
| 35      | 11      | SHOW ME 「SHOW ME」 | 16 settembre 2013 |         |
| 36      | 12      | Il ricordo del mio primo amore 「初めて恋をした記憶」 - Hajimete koi o shita kioku | 23 settembre 2013 |         |

## Kami nomi zo shiru sekai - Magical Star Kanon 100%(2013)
La produzione di un nuovo OAV extra incentrato sul personaggio di Kanon Nakagawa è stato annunciato sull'ultimo numero doppio di Weekly Shonen Sunday del 2012 insieme all'annuncio della produzione di una terza stagione. Tale episodio, intitolato Kami nomi zo shiru sekai - Magical Star Kanon 100%, è stato pubblicato in allegato al ventiduesimo volume del manga Kaminomi il 18 giugno 2013.
| Nº        | Titolo italiano (traduzione letterale) Giapponese 「Kanji」 - Rōmaji                       | Pubblicazione  | Pubblicazione |
| Nº        | Titolo italiano (traduzione letterale) Giapponese 「Kanji」 - Rōmaji                       | Giapponese     |               |
| OAD Kanon | Magical Star Kanon 100% 「マジカル☆スターかのん 100%」 - Majikaru sutā Kanon hyaku pāsento | 18 giugno 2013 |               |